# Дива (фільм)
«Дива» («Le meraviglie») — італійський драматичний кінофільм 2014 року, знятий режисером Аліче Рорвахер.

## Сюжет
Юна Джельсоміна, наполовину італійка, наполовину німкеня, мешкає разом зі своєю родиною у невеликому селі в Тоскані. Вольфганг, глава сім'ї, займається бджільництвом, намагаючись звести кінці з кінцями і намагаючись захистити свою сім'ю від впливу світу споживання та насильства. Але нові закони, що встановлюють стандарти виробництва, руйнують уклад, що склався. Сім'ї потрібно терміново розширити пасіку та зробити ремонт у бджолярні. Проте робочих рук не вистачає, і Вольфганг погоджується взяти на роботу Мартіна, німецького хлопця, який бере участь у спеціальній програмі реабілітації. Поки все навколо починає розвалюватися і ставати чимось іншим, у село приїжджають представники телеконкурсу «Сільські дива» на чолі з «доброю феєю» Міллі Катеною. Телевізійники пропонують Вольфгангу та його сім'ї взяти участь у конкурсі.

## У ролях
- Марія Александра Лунгу — Джельсоміна
- Альба Рорвахер — мати Джельсоміни
- Сем Лувік — Вольфганг, батько Джельсоміни
- Моніка Беллуччі — Міллі Катена
- Маргарет Тізель — роль другого плану
- Андре Хенніке — роль другого плану
- Сабіна Тімотео — роль другого плану
- Адір Міллер — роль другого плану
- Карло Тарматі — роль другого плану
- Агнезе Граціані — роль другого плану
- Алессандро Дженовезі — роль другого плану

## Знімальна група
- Режисер — Аліче Рорвахер
- Сценарист — Аліче Рорвахер
- Оператор — Хелен Лувар
- Художник — Еміта Фрігато
- Продюсери — Карло Кресто-Діна, Карл Баумгартнер, Габріелла де Гара, Паоло Дель Брокко, Джорджо Гаспаріні, Тіціана Судані, Міхаель Вебер
- Кастинг-директор — К'яра Поліцці